# Jens Schröter
 (octobre 2021).
La mise en forme du texte ne suit pas les recommandations de Wikipédia : il faut le « wikifier ».
Les points d'amélioration suivants sont les cas les plus fréquents. Le détail des points à revoir est peut-être précisé sur la page de discussion.
- Les titres sont pré-formatés par le logiciel. Ils ne sont ni en capitales, ni en gras.
- Le texte ne doit pas être écrit en capitales (les noms de famille non plus), ni en gras, ni en italique, ni en « petit »…
- Le gras n'est utilisé que pour surligner le titre de l'article dans l'introduction, une seule fois.
- L'italique est rarement utilisé : mots en langue étrangère, titres d'œuvres, noms de bateaux, etc.
- Les citations ne sont pas en italique mais en corps de texte normal. Elles sont entourées par des guillemets français : « et ».
- Les listes à puces sont à éviter, des paragraphes rédigés étant largement préférés. Les tableaux sont à réserver à la présentation de données structurées (résultats, etc.).
- Les appels de note de bas de page (petits chiffres en exposant, introduits par l'outil «  Source ») sont à placer entre la fin de phrase et le point final[comme ça].
- Les liens internes (vers d'autres articles de Wikipédia) sont à choisir avec parcimonie. Créez des liens vers des articles approfondissant le sujet. Les termes génériques sans rapport avec le sujet sont à éviter, ainsi que les répétitions de liens vers un même terme.
- Les liens externes sont à placer uniquement dans une section « Liens externes », à la fin de l'article. Ces liens sont à choisir avec parcimonie suivant les règles définies. Si un lien sert de source à l'article, son insertion dans le texte est à faire par les notes de bas de page.
- La présentation des références doit suivre les conventions bibliographiques. Il est recommandé d'utiliser les modèles {{Ouvrage}}, {{Chapitre}}, {{Article}}, {{Lien web}} et/ou {{Bibliographie}}. Le mode d'édition visuel peut mettre en forme automatiquement les références.
- Insérer une infobox (cadre d'informations à droite) n'est pas obligatoire pour parachever la mise en page.

Pour une aide détaillée, merci de consulter Aide:Wikification.
Si vous pensez que ces points ont été résolus, vous pouvez retirer ce bandeau et améliorer la mise en forme d'un autre article.
 (août 2021).
Jens Schröter (né le 22 janvier 1970) est un professeur allemand spécialiste des médias. Il est titulaire de la chaire d'études culturelles des médias à l'université de Bonn, en Allemagne.

## Carrière scientifique
Schröter a étudié les études théâtrales, les études cinématographiques et télévisuelles, l'histoire de l'art et la philosophie à l'université de la Ruhr à Bochum, en Allemagne. Il a reçu une bourse de thèse de 1997 à 1999 et a été assistant de recherche au Endowed Professorship for Theory and History of Photography, Université d'Essen, de 1999 à 2002. En 2002, Schröter a obtenu son doctorat avec la thèse Das Netz und die Virtuelle Realität. Zur Selbstprogrammierung der Gesellschaft durch die universelle Maschine. De 2002 à 2008, il a travaillé en tant que membre du personnel au Forschungskolleg 615 (Medienumbrüche), Université de Siegen, dans le projet Virtualisierung von Skulptur: Rekonstruktion, Präsentation, Installation.
En 2008, Schröter a été habilité à publier la monographie 3D. Zur Theorie, Geschichte und Medienästhetik des technisch-transplanen Bildes. La même année, il a été nommé professeur de théorie et de pratique des systèmes multimédias à l'université de Siegen. De 2008 à 2012, Schröter a dirigé l'école supérieure Locating Media et a ensuite été l'un des chercheurs candidats de la DFG Groupe de formation à la recherche Locating Media (2012–2021). De 2010 à 2014, il a dirigé (avec Lorenz Engell, Université Bauhaus de Weimar) le projet de recherche de la DFG Die Fernsehserie als Reflexion und Projektion des Wandels. Depuis avril 2015, Schröter occupe la chaire d'études culturelles des médias à l'Université de Bonn.
En avril/mai 2014, Schröter a été boursier John von Neumann à l'Université de Szeged, Hongrie. En septembre 2014, il a été professeur invité à l'Université des études étrangères de Guangdong, Guangzhou, Chine. Au semestre d'hiver 2014/2015, Schröter a été Senior Fellow au groupe de formation à la recherche DFG Medienkulturen der Computersimulation à l'Université Leuphana de Lüneburg avec le projet de recherche Kulturen des Berechnens / Politiken der Simulation. Au semestre d'été 2017, il a été Senior Fellow au Centre international de recherche pour les études culturelles à Vienne avec le projet de recherche Die Unordnung und das dreidimensionale Bild. Au semestre d'hiver 2017/2018, Schröter a été Senior Fellow au Collège international de recherche sur les technologies culturelles et la philosophie des médias à Weimar avec le projet de recherche Die operative Ontologie des Individuums. Depuis 2016, il est le porte-parole du projet demandé conjointement avec Stefan Meretz (Commons Institute, Bonn), Hanno Pahl (Sociologie économique, Lucerne/Munich) et Manuel Scholz-Wäckerle (Complexity Economics, Vienne) à la Fondation Volkswagen. Die Gesellschaft nach dem Geld. Eröffnung eines Dialogs. De 2018 à 2021, avec Anja Stöffler, Schröter a dirigé le projet de recherche DFG Van Gogh TV. Erschließung, Multimedia-Dokumentation und Analyse ihres Nachlasses. Au cours du semestre d'hiver 2021/2022, il sera boursier au Center for Advanced Internet Studies, Bochum.
Les recherches de Schröter portent notamment sur les théories et l'histoire des médias numériques, les théories et l'histoire de la photographie, l'intermédialité, les images tridimensionnelles, la théorie des médias en discussion avec la critique de la valeur, les médias audio et la culture auditive, ainsi que les séries télévisées. Ses publications ont été traduites dans de nombreuses langues (notamment en français, anglais, chinois, hongrois, turc).

## Publications
Monographies
Le Net et la réalité virtuelle. Sur l'auto-programmation de la société par la machine universelle, Bielefeld: transcript 2004.
3D. Zur Geschichte, Theorie, Funktion und Ästhetik des technisch-transplanen Bildes im 19. und 20. Jahrhundert, Munich: Fink 2009.
(avec Nicola Glaubitz, Henning Groscurth, Katja Hoffmann, Jörgen Schäfer, Gregor Schwering, Jochen Venus): Eine Theorie der Medienumbrüche 1900/2000, Siegen: Universi 2011.
Wired. The Wire and the Battle for the Media, Berlin: Bertz + Fischer 2012.
(avec Benjamin Beil, Lorenz Engell, Dominik Maeder, Herbert Schwaab, Daniela Wentz): The Television Series as Agent of Change, Münster: LIT 2016.
Penser de façon postmonétaire. Opening a Dialogue, Wiesbaden: Springer VS 2018.
(avec Phillip Mirowski): In Search of Media : Money and Markets, Lüneburg: Meson / University of Minnesota Press 2019.
La société après l'argent. A Dialogue, New York et al: Bloomsbury 2019.
Media and Economics An Introduction, Bayreuth: Springer 2019.
(avec Christoph Ernst): Future Media, Bayreuth: Springer 2020.
(avec Christoph Ernst): Mapping Piazza Virtuale, Wiesbaden: Springer 2021.
(avec Christoph Ernst): Exo-Medien-Theorie. An Introduction to Media Theory, Bayreuth: Springer 2021.
(avec Christoph Ernst, Oliver Ruf): Interface Studies. Eine Einführung, Munich / Paderborn: Fink UTB attendu pour 2022.
Medium Geld, prévu pour 2023.

Edition de la série
(avec Friedrich Balke, Gregor Schwering, Urs Stäheli): éditeur de la série Mass and Medium chez transcript, Bielefeld.
(avec Sebastian Gießmann, Gabriele Schabacher, Erhard Schüttpelz, Tristan Thielmann): Editeur de la série Locating Media/Situierte Medien chez transcript, Bielefeld.
Membre du comité de rédaction de la revue Film and Media Studies à l'Université Sapientia, Cluj, Roumanie.
Rédacteur en chef de la série de revues Navigationen. Zeitschrift für Medien- und Kulturwissenschaften, Université de Siegen (à partir de 2015, édité avec le DFG Research Training Group 1769 Locating Media, Université de Siegen et le professeur assistant Benjamin Beil, Université de Cologne).
Membre du comité de rédaction de la revue tripleC - Communication, Capitalisme et Critique.
Membre du comité de rédaction de la revue à comité de lecture Digital Culture and Society.
Membre du comité de rédaction de la revue Medienkomparatistik. Beiträge zur Vergleichenden Medienwissenschaft chez Aisthesis, Bielefeld (depuis 2018).